# Plavání na Letních olympijských hrách 1896
Plavání na Letních olympijských hrách 1896.

## Přehled medailí
| Pořadí | Země           | Zlato | Stříbro | Bronz | Celkově |
| ------ | -------------- | ----- | ------- | ----- | ------- |
| 1.     | Maďarsko (HUN) | 2     | 0       | 0     | 2       |
| 2.     | Řecko (GRE)    | 1     | 3       | 3     | 7       |
| 3.     | Rakousko (AUT) | 1     | 1       | 0     | 2       |
| Celkem | Celkem         | 4     | 4       | 3     | 11      |

## Medailisté

### Muži
| Kategorie                    | Zlato                           | Stříbro                          | Bronz                             |
| ---------------------------- | ------------------------------- | -------------------------------- | --------------------------------- |
| 100 m volný způsob           | Alfréd Hajós · Maďarsko (HUN)   | Otto Herschmann · Rakousko (AUT) | nebyla udělena                    |
| 500 m volný způsob           | Paul Neumann · Rakousko (AUT)   | Antonios Pepanos · Řecko (GRE)   | Efstathios Chorafas · Řecko (GRE) |
| 1200 m volný způsob          | Alfréd Hajós · Maďarsko (HUN)   | Ioannis Andreou · Řecko (GRE)    | Efstathios Chorafas · Řecko (GRE) |
| 100 m námořníci volný způsob | Ioannis Malokinis · Řecko (GRE) | Spyridon Chazapis · Řecko (GRE)  | Dimitrios Drivas · Řecko (GRE)    |